# ديك
الديك (الجمع: دِيَكَة، دُيُوك، أَدْيَاك) هو ذكر الدجاج البالغ.
كانت الديوك تربى في الأصل من أجل المصارعة أو للاحتفالات الخاصة، ولم تصبح مصدرًا لغذاء الإنسان إلا في الفترة الهلنستية (القرنين الرابع والثاني قبل الميلاد). يربي البشر اليوم الديوك في المقام الأول كمصدر للغذاء وكحيوانات أليفة.